# Эмират Мушаша
Эмират Мушаша (араб. المشعشعية) — арабское государство располагавшийся в Хузестане и существовавшее с 1435 до 1736 года.

## История
Эмират Мушаша был основан в 1436 года, Мухаммадом ибн Фалахом, арабским теологом, который считал себя земным представителем Али.
Ибн Фалах проповедовал идеалы шиизма мелким арабским племенам вдоль Ирако-Иранской границы. К 1441 году он распространил свою власть на город Ховейзе.
Преемники Ибн Фалаха, несмотря на шиизм, находились в перманентных конфликтах Сефевидской державой, пока последние, окончательно не победили арабов в 1508 году. По словам Муджана Момена, обе секты придерживались неортодоксальных шиитских убеждений.
Согласно исламской эсхатологии, некий Махди, явится в конце времен в йеменских землях, чтобы возглавить силы добра в борьбе с силами зла, которые будут базироваться в Сирии и Большом Хорасане . Мушашаиты верили, что конец времен неизбежен. А еще они верили в борьбу против Сефевидов, во имя заполучения контроля над Ираном, чтобы исполнить пророчество, возвещенное ибн Фалахом.Они постепенно отказались от своих убеждений и были поглощены основной ортодоксальностью шиитов-двунадесятников. Как и другие мистические шиитские секты , они придавали большое значение поэзии и искусству. Момен пишет, что к 16 веку они уже были низведены до положения наместников Хузестана.
Неиспользуемые источники указывают, что их правление закончилось к 19 веку с восхождением к верху племени Бану Кааб, который под руководством Джабира аль-Кааби стал доминирующей силой в западном регионе Ирана.